# Huwelijksfestival in Sa Pa
Het Huwelijksfestival in Sa Pa (Vietnamees: Chợ tình Sa Pa) is een traditioneel cultureel evenement dat plaatsvindt in de regio Sa Pa, gelegen in het bergachtige noorden van Vietnam. Het festival is vooral verbonden met de etnische minderheden in het gebied, waaronder de Hmong, Dao (Yao) en andere bergvolkeren. Het staat bekend als een gelegenheid waar jonge mannen en vrouwen elkaar ontmoeten met het oog op huwelijk, vaak in een rituele en feestelijke context.
Hoewel het festival geen vaste naam heeft in het Vietnamees, wordt het in de volksmond soms omschreven als een "liefdesmarkt" of "huwelijksbijeenkomst". Het vindt meestal plaats rond de nieuwjaarsviering in de maankalender (Tết) of tijdens belangrijke lokale feestdagen zoals het Gau Tao-festival (bij de Hmong), afhankelijk van de traditie van de betreffende etnische groep.
Tijdens het festival:
- Kleden jonge vrouwen zich in hun mooiste, handgemaakte traditionele kleding.
- Worden er liefdesliederen gezongen en instrumenten gespeeld, zoals de qeej (bamboefluit).
- Vinden er symbolische verkeringen of huwelijksbeloftes plaats.
- Wordt dans, spel en dorpsvoedsel gedeeld met deelnemers van verschillende dorpen.\

## Culturele achtergrond
Sa Pa is een regio die rijk is aan etnische diversiteit. De Hmong, Dao, Tay en andere bergvolkeren hebben elk hun eigen huwelijksrituelen, liederen, dansen en kleding. In een samenleving waar gearrangeerde huwelijken traditioneel gebruikelijk waren, boden festivals zoals dit een zeldzame kans voor jongeren om vrijuit contact te maken met leeftijdsgenoten van andere dorpen of stammen.

## Rituelen en betekenis
Voor veel jongeren is het festival meer dan alleen vermaak, het is een overgangsritueel en een manier om erkend te worden als volwassen lid van de gemeenschap. Ouderen houden toezicht op het gedrag van jongeren en geven soms hun zegen over nieuwe relaties. Hoewel sommige ontmoetingen leiden tot daadwerkelijke huwelijken, is het festival ook een manier om sociale banden tussen stammen en dorpen te versterken.

## Toeristische aandacht
Ht huwelijksfestival van Sa Pa is een toeristische trekpleister geworden. Lokale autoriteiten hebben geprobeerd de traditionele sfeer te behouden, terwijl het festival soms wordt opgevoerd in meer georganiseerde vorm voor bezoekers. Dit leidt tot spanningen tussen culturele authenticiteit en commerciële presentatie.